# Špari
Špari (znanstveno ime Sparidae) so družina rib iz reda ostrižnjakov (Perciformes).  

## Opis
Večina šparov ima bočno stisnjeno telo in enojno hrbtno plavut, ki sega skoraj po celi dolžini hrbta. Repna plavut je pri šparih globoko zarezana, v ustih pa imajo zobe, ki jih uporabljajo za trganje ali drobljenje

## Razširjenost
Ta družina je razširjena skoraj v vseh morjih, osrednji del njihovega naselitvenega področja pa so toplejša morja. Nekatere vrste živijo tudi v brakičnih vodah, zelo redke pa celo v sladkih. Špari so zelo okusne ribe in so tudi izjemno pomembne gospodarske ribe.

## Vrste
V družini šparov je 125 vrst v 37 rodovih;
- Rod Acanthopagrus
  - Acanthopagrus akazakii (Iwatsuki, Kimura & Yoshino, 2006)
  - Acanthopagrus australis (Gunther, 1859)
  - Acanthopagrus berda (Forsskål, 1775)
  - Acanthopagrus bifasciatus (Forsskål, 1775)
  - Acanthopagrus butcheri (Munro, 1949)
  - Acanthopagrus latus (Houttuyn, 1782)
  - Acanthopagrus palmaris (Whitley, 1935)
  - Acanthopagrus schlegelii czerskii (Berg, 1914)
  - Acanthopagrus schlegelii schlegelii (Bleeker, 1854)
  - Acanthopagrus sivicolus (Akazaki, 1962)
  - Acanthopagrus taiwanensis (Iwatsuki & Carpenter, 2006)
- Rod Allotaius
  - Allotaius spariformis 	(Ogilby, 1910)
- Rod Archosargus
  - Archosargus pourtalesii (Steindachner, 1881)
  - Archosargus probatocephalus (Walbaum, 1792)
  - Archosargus rhomboidalis (Linnaeus, 1758)
- Rod Argyrops
  - Argyrops bleekeri (Oshima, 1927)
  - Argyrops filamentosus (Valenciennes, 1830)
  - Argyrops megalommatus (Klunzinger, 1870)
  - Argyrops spinifer (Forsskål, 1775)
- Rod Argyrozona
  - Argyrozona argyrozona (Valenciennes, 1830)
- Rod Boops
  - Boops boops (Linnaeus, 1758)
  - Boops lineatus (Boulenger, 1892)
- Rod Boopsoidea
  - Boopsoidea inornata (Castelnau, 1861)
- Rod Calamus
  - Calamus arctifrons (Goode & Bean, 1882)
  - Calamus bajonado (Bloch & Schneider, 1801)
  - Calamus brachysomus (Lockington, 1880)
  - Calamus calamus (Valenciennes, 1830)
  - Calamus campechanus (Randall & Caldwell, 1966)
  - Calamus cervigoni (Randall & Caldwell, 1966)
  - Calamus leucosteus(Jordan & Gilbert, 1885)
  - Calamus mu (Randall & Caldwell, 1966)
  - Calamus nodosus (Randall & Caldwell, 1966)
  - Calamus penna (Valenciennes, 1830)
  - Calamus pennatula (Guichenot, 1868)
  - Calamus proridens (Jordan & Gilbert, 1884)
  - Calamus taurinus (Jenyns, 1840)
- Rod Cheimerius
  - Cheimerius matsubarai (Akazaki, 1962)
  - Cheimerius nufar (Valenciennes, 1830)
- Rod Chrysoblephus
  - Chrysoblephus anglicus (Gilchrist & Thompson, 1908)
  - Chrysoblephus cristiceps (Valenciennes, 1830)
  - Chrysoblephus gibbiceps (Valenciennes, 1830)
  - Chrysoblephus laticeps (Valenciennes, 1830)
  - Chrysoblephus lophus (Fowler, 1925)
  - Chrysoblephus puniceus (Gilchrist & Thompson, 1908)
- Rod Chrysophrys
  - Chrysophrys auratus (Forster, 1801)
- Rod Crenidens
  - Crenidens crenidens (Forsskål, 1775)
- Rod Cymatoceps
  - Cymatoceps nasutus (Castelnau, 1861)

- Rod Dentex
  - Dentex angolensis (Poll & Maul, 1953)
  - Dentex barnardi (Cadenat, 1970)
  - Dentex canariensis (Steindachner, 1881)
  - Dentex congoensis (Poll, 1954)
  - Dentex dentex, zobatec (Linnaeus, 1758)
  - Dentex fourmanoiri (Akazaki & Séret, 1999)
  - Dentex gibbosus (Rafinesque, 1810)
  - Dentex macrophthalmus (Bloch, 1791)
  - Dentex maroccanus (Valenciennes, 1830)
  - Dentex tumifrons (Temminck & Schlegel, 1843)
- Rod Diplodus
  - Diplodus annularis (Linnaeus, 1758)
  - Diplodus argenteus argenteus (Valenciennes, 1830)
  - Diplodus argenteus caudimacula (Poey, 1860)
  - Diplodus bellottii (Steindachner, 1882)
  - Diplodus bermudensis (Caldwell, 1965)
  - Diplodus capensis (Smith, 1844)
  - Diplodus cervinus cervinus (Lowe, 1838)
  - Diplodus cervinus hottentotus (Smith, 1844)
  - Diplodus cervinus omanensis (Bauchot & Bianchi, 1984)
  - Diplodus fasciatus (Valenciennes, 1830)
  - Diplodus holbrookii (Bean, 1878)
  - Diplodus noct (Valenciennes, 1830)
  - Diplodus prayensis (Cadenat, 1964)
  - Diplodus puntazzo, pic (Cetti, 1777)
  - Diplodus sargus ascensionis (Valenciennes, 1830)
  - Diplodus sargus cadenati (de la Paz, Bauchot & Daget, 1974)
  - Diplodus sargus helenae (Sauvage, 1879)
  - Diplodus sargus kotschyi (Steindachner, 1876)
  - Diplodus sargus lineatus (Valenciennes, 1830)
  - Diplodus sargus sargus (Linnaeus, 1758)
  - Diplodus vulgaris (Geoffroy Saint-Hilaire, 1817)
- Rod Evynnis
  - Evynnis cardinalis (Lacepède, 1802)
  - Evynnis japonica (Tanaka, 1931)
- Rod Gymnocrotaphus
  - Gymnocrotaphus curvidens (Günther, 1859)
- Rod Lagodon
  - Lagodon rhomboides (Linnaeus, 1766)
- Genus Lithognathus
  - Lithognathus aureti (Smith, 1962)
  - Lithognathus lithognathus (Cuvier, 1829)
  - Lithognathus mormyrus (Linnaeus, 1758)
  - Lithognathus olivieri (Penrith & Penrith, 1969)
- Rod Oblada
  - Oblada melanura (Linnaeus, 1758)
- Rod Pachymetopon
  - Pachymetopon aeneum (Gilchrist & Thompson, 1908)
  - Pachymetopon blochii (Valenciennes, 1830)
  - Pachymetopon grande (Günther, 1859)
- Rod Pagellus
  - Pagellus acarne (Risso, 1827)
  - Pagellus affinis (Boulenger, 1888)
  - Pagellus bellottii (Steindachner, 1882)
  - Pagellus bogaraveo (Brünnich, 1768)
  - Pagellus erythrinus, ribon (Linnaeus, 1758)
  - Pagellus natalensis (Steindachner, 1903)
- Rod Pagrus
  - Pagrus africanus (Akazaki, 1962)
  - Pagrus auriga (Valenciennes, 1843)
  - Pagrus caeruleostictus (Valenciennes, 1830)
  - Pagrus major (Temminck & Schlegel, 1843)
  - Pagrus pagrus, pagar (Linnaeus, 1758)
- Rod Parargyrops
  - Parargyrops edita (Tanaka, 1916)
- Rod Petrus
  - Petrus rupestris (Valenciennes, 1830)
- Rod Polyamblyodon 
  - Polyamblyodon germanum (Barnard, 1934)
  - Polyamblyodon gibbosum (Pellegrin, 1914)
- Rod Polysteganus
  - Polysteganus baissaci (Smith, 1978)
  - Polysteganus coeruleopunctatus (Klunzinger, 1870)
  - Polysteganus praeorbitalis (Günther, 1859)
  - Polysteganus undulosus (Regan, 1908)
- Rod Porcostoma
  - Porcostoma dentata (Gilchrist & Thompson, 1908)
- Rod Ptreogymnus
  - Pterogymnus laniarius, Panga (Valenciennes, 1830)
- Rod Rhabdosargus
  - Rhabdosargus globiceps (Valenciennes, 1830)
  - Rhabdosargus haffara (Forsskål, 1775)
  - Rhabdosargus holubi (Steindachner, 1881)
  - Rhabdosargus sarba (Forsskål, 1775)
  - Rhabdosargus thorpei (Smith, 1979)
- Rod Sarpa
  - Sarpa salpa, 	Salpa (Linnaeus, 1758)
- Rod Sparidentex
  - Sparidentex hasta (Valenciennes, 1830)
- Rod Sparodon
  - Sparodon durbanensis (Castelnau, 1861)
- Rod Sparus
  - Sparus aurata, orada (Linnaeus, 1758)
- Rod Spondyliosoma
  - Spondyliosoma cantharus (Linnaeus, 1758)
  - Spondyliosoma emarginatum (Valenciennes, 1830)
- Rod Stenotomus
  - Stenotomus caprinus (Jordan & Gilbert, 1882)
  - Stenotomus chrysops (Linnaeus, 1766)
- Rod Virididentex
  - Virididentex acromegalus (Osório, 1911)

## Gastronomija
Najbolj cenjeni vrsti sta orada in zobatec.